# Adolf Grünbaum
Adolf Grünbaum (15 de maio de 1923 - 15 de novembro de 2018) foi um filósofo alemão-americano da ciência e crítico da psicanálise, bem como da filosofia da ciência de Karl Popper. 

## Carreira
Ele foi professor de Filosofia na Universidade de Pittsburgh de 1960 até sua morte, e também atuou como co-presidente de seu Centro de Filosofia da Ciência (a partir de 1978), professor pesquisador de psiquiatria (a partir de 1979) e professor pesquisador do departamento de história e filosofia da ciência (desde 2006). Suas obras incluem Philosophical Problems of Space and Time (1963), The Foundations of Psychoanalysis (1984), and Validation in the Clinical Theory of Psychoanalysis (1993).

## Publicações selecionadas
- Modern Science and Zeno's Paradoxes (primeira edição, 1967; segunda edição, 1968)[5]
- Geometry and Chronometry in Philosophical Perspective (1968)[6]
- Philosophical Problems of Space and Time (primeira edição, 1963; segunda edição, 1973)[7]
- The Foundations of Psychoanalysis (1984)[8]
- Validation in the Clinical Theory of Psychoanalysis: A Study in the Philosophy of Psychoanalysis (1993)[9]
- Collected Works, Volume 1 (ed. por Thomas Kupka): Scientific Rationality, the Human Condition, and 20th Century Cosmologies, Oxford University Press 2013. Volume 2: The Philosophy of Space & Time (ed. por Thomas Kupka), será lançado em 2019; Volume 3: Lectures on Psychoanalysis (ed. by Thomas Kupka & Leanne Longwill), também será lançado em 2019 (ambos também com OUP).